# Geraldo Maia
Geraldo José Brito Maia (Recife, c. a 1970) é um cantor e compositor brasileiro.
Maia é formado em Ciências Sociais pela Universidade Federal de Pernambuco (UFPE). Seu estilo musical é diversificada, de axé à MPB.
Lançou em 1999 seu primeiro disco solo, Verd'Água, produzido pelo próprio artista. Disco que foi gravado em Portugal e contendo faixas regravadas como os sucessos de Pixiguinha e Cartola, sendo eles respectivamente Rosa e o choro-canção Sejam Bem-vindos.
Em 2003, juntamente com o violonista Yamandu Costa, Maia ganhou notoriedade ao interpretar a música A Deusa da Minha Rua, para a trilha sonora do filme Lisbela e o Prisioneiro, dirigido por Guel Arraes.
Seu segundo CD, lançado em 2001, Astrolábio, incorporou uma diversidades de gêneros, que foram desde fado eletrônico e samba ao hip hop.